# Jean Van Hamme

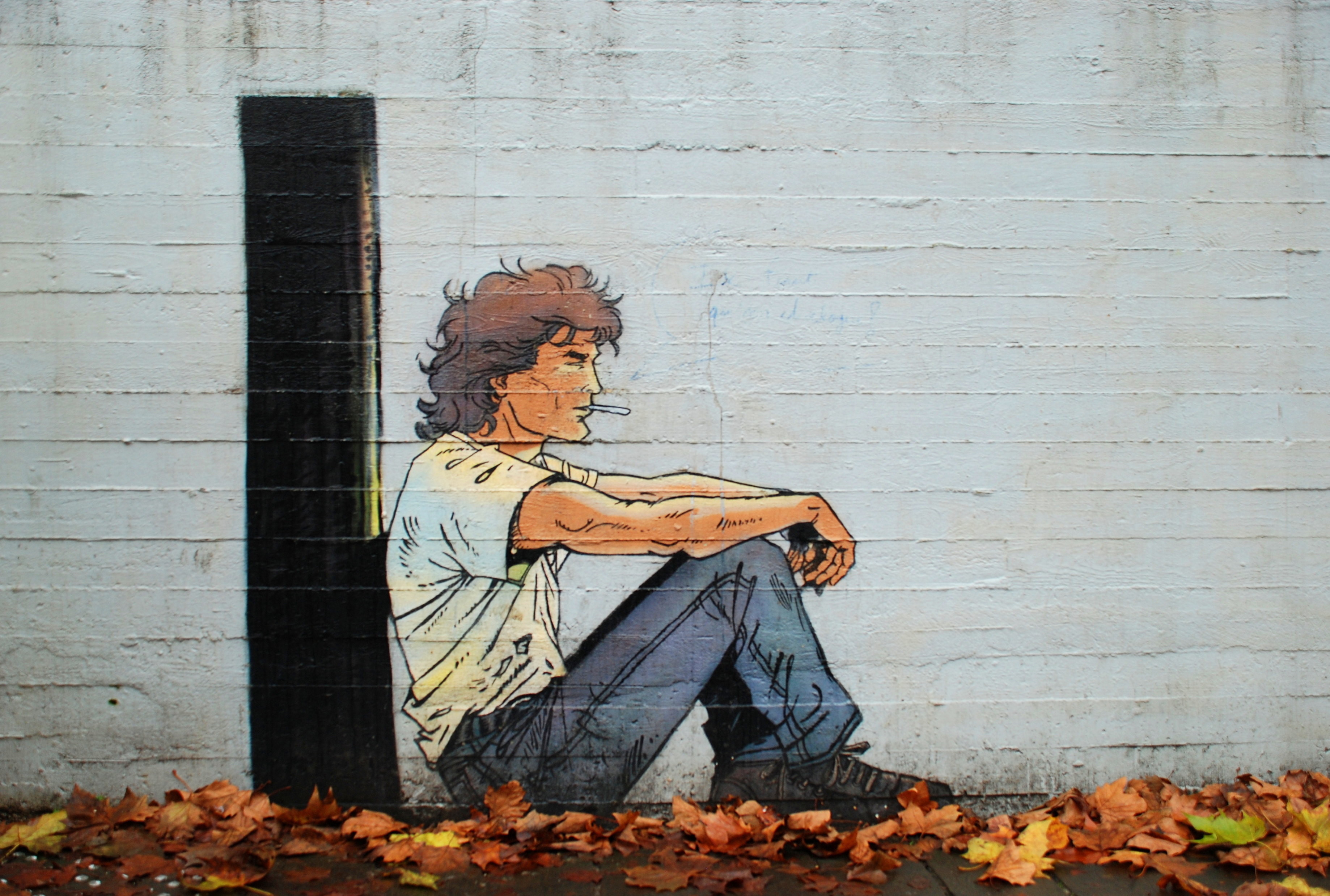
Largo Winch muurschildering op de Place des Sciences in Louvain-la-Neuve (België).

Jean ridder Van Hamme (Brussel, 16 januari 1939) is een Belgisch schrijver en scenarist van stripverhalen.

## Levensloop
Zijn moeder stierf in 1941 en hij werd opgevoed door zijn vader die werkte bij de Brussels gas- en elektriciteitsmaatschappij. Hij studeerde af als handelsingenieur aan de Solvay-hogeschool. Daarnaast behaalde hij ook diploma's als licenciaat in de journalistiek, de financiële, de verzekerings- en de administratieve wetenschappen. Hij begon te werken voor een multinational in de chemie en stapte daarna over naar Philips, als specialist in de marketing.

## Carrière

### Strips
Hij kwam terecht in de stripwereld toen hij Paul Cuvelier een scenario voor een erotische strip naar het voorbeeld van Barbarella aanbood. De strip Epoxy verscheen in 1968 bij uitgever Le Lombard maar was commercieel geen succes. Wel was het een van de eerste stappen binnen België binnen het volwassen beeldverhaal. In 1968 schreef Van Hamme ook Inleiding tot het Belgisch stripverhaal, voor de catalogus van een tentoonstelling in de Koninklijke Bibliotheek. Via Cuvelier werd hij geïntroduceerd bij weekblad Kuifje en hij schreef scenario's voor Corentin, Mr Magellan, Domino en Harlekijn. In 1976 zette hij de stap naar een fulltime auteurschap. In dat jaar begon hij samen te werken met de Poolse tekenaar Grzegorsz Rosinski en met de strip Thorgal brachten ze een fantasyverhaal, wat toen nog ongewoon was in de Belgische strip. In 1977 schreef hij voor Dany Een avontuur zonder helden dat als one-shot een stijlbreuk vormde met de regels van de Frans-Belgische strip. 
De reeks Thorgal werd een verkoopsucces en met XIII (vanaf 1984) en Largo Winch (vanaf 1990) creëerde Van Hamme nog twee van de meest succesvolle stripreeksen van de jaren 80 en 90 van de 20e eeuw.
In 1987 werd hij redactiechef bij uitgeverij Dupuis, die toen was overgenomen door de Belgische ondernemer Albert Frère. Maar na een jaar werd hij terug fulltime scenarist.